# Giárdia
A giárdia (Giardia lamblia) é um protozoário microscópico parasitário flagelado que parasita o intestino delgado dos mamíferos, inclusive dos seres humanos, causando uma doença diarreica conhecida como giardíase. Nos humanos, costuma parasitar o intestino delgado, principalmente em segmentos de duodeno e jejuno. G. lamblia, G. intestinalis ou G. duodenale são os sinónimos dados à espécie.
O parasita se liga ao epitélio por meio de um disco adesivo ventral ou ventosa, e se reproduz por fissão binária. A giardíase não se espalha pela corrente sanguínea, nem se espalha para outras partes do trato gastrointestinal, mas permanece confinada ao lúmen do intestino delgado. Giardia possui uma membrana externa que permite se manter viva, mesmo fora do corpo do hospedeiro, e que pode torná-la tolerante à desinfecção com cloro. Os trofozoítos de Giardia absorvem nutrientes do lúmen e são anaeróbios.
As principais vias de infecção humana incluem a ingestão de água potável não tratada (que é o método mais comum de transmissão deste parasita), alimentos e solo contaminados com fezes humanas. A contaminação das águas naturais também ocorre em bacias hidrográficas onde ocorre o pastoreio intensivo. Este flagelado pode viver no estado livre, em lagos ou ribeiras, durante bastante tempo.

## Morfologia
Os trofozoítos tem 20 micrómetros de comprimento e 10 µm de largura, forma de pêra e são móveis, possuindo quatro pares de flagelos (anterior, posterior, ventral e caudal) e dois núcleos, dois corpos parabasais, e ainda dois axonemas cada um; enquanto os cistos são arredondados, com dois ou quatro núcleos, quatro corpos parabasais, quatro axonemas e com parede celular grossa, imóveis, mas por essas condições, se tornam mais resistentes e com maior potencial patológico. A reprodução dos trofozoítos é assexuada - por divisão binária longitudinal- e têm a capacidade de variar as suas proteínas de superfície, evadindo o sistema imunitário.
Trofozoítos: célula afilada na extremidade posterior, com 8 flagelos (dois anteriores, quatro médios e dois posteriores), dois discos de adesão, dois núcleos e dois corpos semilunares.
Cistos: elipsoidal, com a presença de corpos escuros em formato de meia lua, axonemas de flagelos, presença de 2 ou 4 núcleos e membrana externa deslocada do citoplasma.

## Ciclo de vida

Ciclo de vida de Giardia lamblia

G. duodenalis possui duas formas morfologicamente distintas durante seu ciclo de vida: a forma ativamente móvel, chamada trofozoíto, e a forma infectante, chamada de cisto. O trofozoíto possui cerca de 20 µm de comprimento e 10 µm de largura, possuindo formato de pera e simetria bilateral. É a forma replicativa e móvel do parasita, sobrevivendo apenas dentro do intestino delgado de seus hospedeiros. Os trofozoítos nadam através do muco intestinal até eventualmente aderirem ao epitélio intestinal do hospedeiro,, onde então se dividem por fissão binária, formando mais trofozoítos ou cistos não-replicativos. Os cistos passam pelo intestino grosso do hospedeiro e são liberados pelas fezes. Os cistos de G. lamblia são resistentes aos estressores ambientais e podem sobreviver no ambiente por semanas a meses se mantidos úmidos. Os cistos permanecem dormentes até serem ingeridos por um animal hospedeiro. No novo hospedeiro, as condições ambientais fazem com que o cisto produza dois trofozoítos, que então se ligam às células epiteliais, iniciando o ciclo novamente.

## História
Anton van Leeuwenhoek (1681) observou animalúnculos móveis (trofozoíto) em suas próprias fezes. Todavia, o médico checo Vilém Dušan Lambl, em 1859, o descreveu com mais pormenores. Este gênero foi criado por Kunstler (1882) ao verificar a presença de um flagelado no intestino de girinos.

## Epidemiologia
Os principais riscos de infecção pela giárdia é pelo consumo de alimentos contaminados por água não tratada, além de auto-infecção ou manipulação de alimentos de forma inadequada. A infecção pode ocorrer também através de relações sexuais.
A giárdia (Giardia lamblia) costuma ser encontrada em diversos lugares do mundo, afetando, principalmente, crianças na faixa de 6 anos - interessante ressaltar que este fato é devido a proximidade de criança brincarem em parques, nas ruas, entre outros lugares que possam conter o cisto, ou a própria ingestão de alimentos contaminados - podendo assim ocorrer surtos em creches, por exemplo, aonde as pessoas desta faixa etária se contaminam com maior facilidade, devido ao contato direto.

## Patogenia
Giárdia (Giardia lamblia) causa diarreia e dificuldades na absorção intestinal, por aderir e diminuir as microvilosidades do intestino, dificultando a absorção de nutrientes; e por possuir proteases que agem em glicoproteína, levando lesões à mucosa, desencadeando também uma resposta inflamatória.

## Infecção
Na fase aguda da infecção, ocorre diarréia aquosa até o desenvolvimento da imunidade. Na fase crônica, quando já aderida ao intestino do hospedeiro, forma uma espécie de tapete impedindo a absorção dos nutrientes. Sua aderência é graças aos discos de adesão presentes bilateralmente. A liberação de toxinas pode causar destruição das microvilosidades do epitélio intestinal, assim como o desencadeamento de reação inflamatória. Infecções crônicas podem impedir e muito a absorção intestinal, causando doenças nutricionais como a síndrome da ma absorção, que pode levar adultos e principalmente crianças (ou filhotes) a altos graus de desnutrição e até à morte.

## Diagnóstico
O diagnóstico é confirmado a partir do achado de cistos ou trofozoítas nas fezes. Por haver pequena quantidade em amostras, é de difícil diagnóstico, por isso deve-se ter ao menos três amostras do paciente suspeito ou contaminado.
Uma maneira mais direta, porém menos quantitativa, é a pesquisa de antígeno por ELISA nas fezes. Tendo um alto grau de sensibilidade (de 85 % a 95%) e de especificidade ( 90% a 100%).